# Maria Beccadelli de Bologne
Maria Beccadelli de Bologne, marquise d'Altavilla, princesse de Camporeale, née le 6 février 1848 à Naples et décédée le 26 janvier 1929 à Rome, est une aristocrate italienne, puis allemande, qui fut en secondes noces l'épouse du chancelier impérial Bernhard von Bülow. Elle est donc alors connue comme princesse von Bülow. Elle ouvrit son salon berlinois aux personnalités mondaines et politiques de l'époque.

## Biographie
Elle est la fille de Domenico Beccadelli de Bologne (1826-1863), prince de Camporeale, et de son épouse la princesse Laura, née Acton. Par un second mariage, sa mère est mariée avec le Premier ministre italien Marco Minghetti et joue un rôle central au sein des aristocraties italienne et allemande.
Maria Beccadelli de Bologne contracte un premier mariage avec un diplomate prussien, le comte Karl August de Dönhoff. Ils se marient le 15 mai 1867 à Lugano, mais ils divorcent en 1882 et le mariage est annulé par le pape Léon XIII en décembre 1885. Le couple a une fille, Eugenie (1868–1946), qui épouse le diplomate Nikolaus von Wallwitz (1852–1941).
Le 9 janvier 1886, elle épouse Bernhard, prince de Bülow, à Vienne. Elle est une amie de l'impératrice Victoria, née Victoria du Royaume-Uni.

## Source
- (en) Cet article est partiellement ou en totalité issu de l’article de Wikipédia en anglais intitulé « Maria Beccadelli di Bologna » (voir la liste des auteurs).

1. ↑  (it) « Acte de décès no 612 de la série 1 de l'année 1929 de la ville de Rome de Maria Anna Beccadelli. Acte rédigé le 27 janvier 1929 et elle est morte hier », sur Archivio di Stato di Roma - Archives de l'état civil de Rome, 27 janvier 1929 (consulté le 10 février 2018)
2. ↑  Acta sanctae sedis: ephemerides romanae a SSMO D. N. Pio PP. X authenticae et officales Apostolicae Sedis actis publice evulgandis declaratae, volume 18, Ex Typographia Polyglotta S. C. de Propaganda Fide, 1886, p.483.